# Sisowath Sirik Matak
En aquest nom cambodjà, el cognom és Sisowath.
Sisowath Sirik Matak (khmer: ស៊ីសុវត្ថិ សិរិមតះ; Phnom Penh, 22 de gener de 1914 - Ídem, 21 d'abril de 1975) va ser un membre de la família reial cambodjana, la dinastia Varman, de la casa de Sisowath.
Sirik Matak va destacar principalment per la seva participació en la política de Cambodja, particularment en el cop d'estat dretà de 1970 contra el seu cosí, el príncep Norodom Sihanouk, i pel posterior establiment, juntament amb Lon Nol, de la República Khmer.

## Biografia

### Joventut
Sirik Matak va néixer a Phnom Penh, formant part de la branca Sisowath de la dinastia Varman, essent el besnet de Sisowath de Cambodja. El 1930 va ser reclutat per participar en el servei civil colonial.
Segons la constitució imposada per l'administració colonial francesa, tots els membres de les branques Norodom i Sisowath de la família reial podien ser elegits com a reis, motiu pel qual Sirik Matak era un dels possibles contendents al tron de Cambodja. El 1941, després de la mort del rei Sisowath Monivong, les autoritats franceses van elegir el cosí de Sirik Matak, Norodom Sihanouk, per ocupar el càrrec, pensant que aquest seria fàcil de conduir. Més tard, Sihanouk acusaria Sirik Matak de tenir-li un gran ressentiment, exposant que "m'odia des que som petits perquè pensava que el seu oncle, el príncep Sisowath Monireth, hauria d'haver ocupat el tron enlloc meu. Fins i tot té la noció que ell mateix hauria d'haver estat l'escollit".

### Carrera política
Després de la Segona Guerra Mundial Sirik Matak va anar implicant-se gradualment en la política cambodjana. Com a part del partit Renovació Khmer, liderat per Lon Nol i compost per sectors dretans, va participar en les eleccions a l'Assemblea Nacional de 1947, tot i que no va aconseguir el seu escó. Sihanouk, aleshores actuant com a primer ministre, el va posar a càrrec de defensa el 1952, formalment nomenant-lo ministre de defensa en el govern interí creat després de la independència, el 1954; el moviment Sangkum, de Sihanouk, va absorbir el partit Renovació Khmer abans de les eleccions parlamentàries de 1955.
Tot i la incorporació de bona part de l'oposició dretana al Sangkum, Sirik Matak va continuar oposant-se a Sihanouk, i especialment a partir de la seva posterior tolerància a les activitats nord-vietnamites a les fronteres amb Cambodja. Al llarg de la dècada de 1960, Sihanouk va intentar minimitzar el poder de Sirik Matak en la política domèstica nomenant-lo, successivament, ambaixador a la Xina (1962-1964), les Filipines i al Japó.

### Cop d'estat de 1970
El poder de Sirik Matak va créixer substancialment després que Lon Nol es convertís en primer ministre, l'agost de 1969- Nomenat viceprimer ministre, va començar a organitzar mesures de desnacionalització i desregulació, en oposició a la política prèvia de Sihanouk de control estatal de les importacions i exportacions, els bancs i la producció farmacèutica i l'alcohol. Sirik Matak fins i tot va visitar, secretament, Hanoi, amb l'objectiu de conèixer què podia fer per treure les tropes vietnamites de territori cambodjà. Allí es va enrabiar quan descobrí documents signats per Sihanouk, en els quals acordava l'establiment de bases vietnamites i el transport de subministraments pel Vietnam a través de ports cambodjans. El 12 de març de 1970, mentre Sihanouk era a l'estranger, Sirik Matak va cancel·lar els acords comercials, mentre Lon Nol exigia a totes les tropes nord-vietnamites i del Viet Cong que abandonessin el país el 15 de març (la data límit v passar sense que hi hagués cap resposta per part dels vietnamites). El 18 de març Sirik Matak va assistir Lon Nol en l'organització d'el vot de l'Assemblea Nacional per deposar Sihanouk com a cap d'estat. El pretext utilitzat va ser un seguit de manifestacions anti-vietnamites, probablement encoratjades pel primer ministre i el seu viceministre, davant de l'ambaixada de Vietnam del nord. La premsa estrangera va suggerir que Sirik Matak, que va mantenir el seu càrrec de viceministre en el nou govern de Lon Nol, era el veritable organitzador del cop d'estat; s'ha exposat que, amb l'objectiu d'acabar de convèncer Lon Nol, Sirik Matak va fer-li escoltar una cinta amb una conferència de premsa on Sihanouk amenaçava d'executar-los a tots dos quan tornés a Phnom Penh. Fins i tot s'ha publicat que Sirik Matak va arribar a amenaçar Lon Nol a punta de pistola perquè es sumés en el cop contra Sihanouk.
Sihanouk també va assumir que el seu cosí havia estat el principal instigador del cop, assegurant que Sirik Matak (amb l'ajuda de la CIA, i en contacte amb un dels principals oponents de Sihanouk, Son Ngoc Thanh) ja havia suggerit el pla a Lon Nol el 1969. Les sospites de Sihanouk sembla que no estaven del tot infundades: Prom Thos, un dels ministres de Lon Nol, més tard explicaria a l'historiador Ben Kiernan que, cap al març de 1969, Sirik Matak havia exposat que Sihanouk havia de ser assassinat, i que Lon Nol havia refusat aquest pla per tractar-se d'una "bogeria criminal".
Amb la subseqüent declaració de la República Khmer, després del cop, Sirik Matak va renunciar al seu títol reial, tot i que secretament havia planificat, en un primer moment, que el seu propi fill o un membre de la família Sisowath, possiblement el seu fillastre, el príncep Sisowath Duongchivin, podria ocupar el tron.

### República Khmer

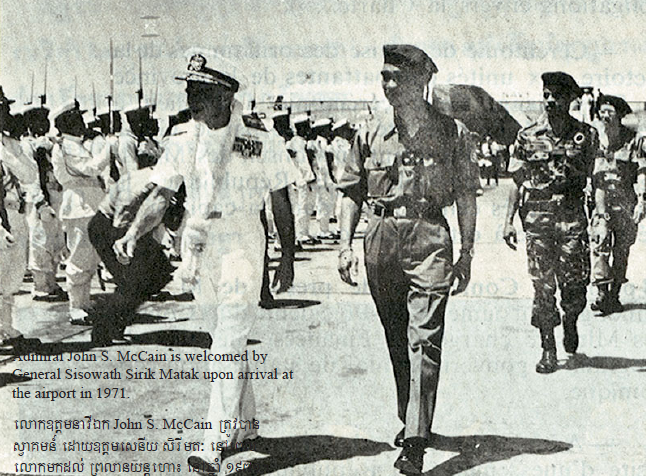
Sirik Matak camina amb l'almirall John S. McCain després de la seva arribada a l'aeroport de Phnom Penh el 1971.

En el transcurs del primer any de la República, en el qual Lon Nol va estar sovint malalt, Sirik Maak, actuant com a primer ministre en funcions, va ocupar el paper més important del govern. Amb un caràcter obertament militar, Sirik Matak apareixia sovint amb el seu uniforme de General Major i portant un bastó de comandament. Mentre Lon Nol era particularment popular entre els estudiants urbans contraris a Sihanouk, Sirik Matak tenia el suport de l'elit urbana occidental; la societat rural va seguir mantenint una posició propera a Sihanouk. Sirik Matak tampoc tenia massa suport entre la classe política cambodjana. Finalment, el seu poder va anar sent minat per part del germà del primer ministre, Lon Non, provocant que Matak dimitís del seu càrrec el 1972, després que Lon Non organitzés un seguit de manifestacions contra ell. Tot i la pressió dels Estats Units, molt propers a Sirik Matak, Lon Nol va mantenir-lo sota arrest domiciliari, motiu pel qual es va convertir en un dels principals crítics del règim de la República Khmer.
L'abril de 1973, Lon Nol es va veure empès a fer fora el seu germà, Lon Non, i suspendre l'Assemblea Nacional, creant un "Alt Consell Polític" format per ell mateix, Sirik Matak, Cheng Heng i In Tam. De portes endins, no obstat, Sirik Matak va exposar que, davant d'aquelles circumstàncies, potser seria preferible fer tornar Sihanouk, tenint en compte els seus alts nivells de suport popular, assegurant que "si la gent el vol, ho acceptaré". En ser informat d'aquest fet, Sihanouk va definir Sirik Matak com "un dels pitjors reaccionaris i traïdors de tota la història de Cambodja […] el penjarem, simplement pengeu-lo, pengeu-lo".

### Caiguda de Phnom Penh
El khmers rojos van iniciar la seva ofensiva per capturar la capital cambodjana l'1 de gener de 1975. L'1 d'abril, el president Lon Nol va dimitir i va fugir del país cap a l'exili: els khmers rojos havien publicat, prèviament, una "llista de la mort" amb el seu nom al capdavant, i les seves forces havien envoltat la capital.
El 12 d'abril de 1975, l'ambaixador dels Estats Units a Cambodja, John Gunther Dean, va oferir als principals càrrecs de la República Khmer asil polític als Estats Units, però Sirik Matak, Long Boret i Lon Non, juntament amb altres membres del govern de Lon Nol, van declinar la oferta, tot i que els noms de Boret i Sirik Matak també havien estat publicats a la llista dels "Set traïdors", condemnats a mort. La resposta escrita de Sirik Matak a l'ambaixador deia:
"Li agraeixo molt sincerament la seva carta i la seva oferta de transport cap a la llibertat. No puc, no obstant, fugir d'aquesta manera tant covarda. Amb relació a vostè i, en particular, al seu gran país, en cap moment he cregut que tindrien aquest sentiment d'abandonar un poble que ha escollit la llibertat. Ens heu refusat la vostre protecció i no podem fer res en aquest sentit. Ens heu abandonat i espero que vostè i el seu país trobaran felicitat sota el cel. Però anoti bé el següent; si jo moro aquí mateix i en el meu país que tant m'estimo, és una pena perquè tots naixem i hem de morir un dia. Només he comès l'error de creure en vostès, els americans. Per favor, Excel·lència, el meu estimat amic, els meus sentiments reals i amistosos. Príncep Sirik Matak.."
Poc després de l'anunci de la rendició oficial del govern de Lon Nol als khmers rojos, Sirik Matak va buscar refugi a l'Hotel Le Phnom, on la Creu Roja Internacional estava intentant crear una zona segura. No obstant, quan la Creu Roja va saber que es trobava a la llista dels "Set Traïdors" va ser obligat a marxar. A les portes de l'hotel, Sirik Matak va parlar amb els reporters i va distribuir còpies de la seva carta a l'ambaixador Dean. Bizot va explicar que Sirik Matak va cercar asil polític a l'ambaixada francesa, i que els khmers rojos van amenaçar d'entrar al recinte i emportar-se alguns individus per la força si no hi anaven voluntàriament. Acompanyat pel vicecònsol francès, Jean Dyrac, i pel periodista Jon Swain, Bizot va responsabilitzar-se d'informar Sirik Matak que havia de ser entregat als khmers rojos, abandonant l'ambaixada en un Jeep, acompanyat de Mam Nai. Sirik Matak, juntament amb els funcionaris que van quedar-se amb ell, van ser executats pels khmers rojos, probablement el 21 d'abril de 1975.
Els detalls exactes de la seva mort no són del tot clars, però Sihanouk va rebre confirmació que Sirik Matak, juntament amb Long Boret, havia estat executat sumàriament, mitjançant escamot d'afusellament, al Cercle Sportif de Phnom Penh, el 21 d'abril; altres fonts asseguren que va ser decapitat. Henry Kissinger i d'altres, no obstant, parlen d'un informe que exposa que Sirik Matak va ser disparat a l'estómac i abandonat, sense atenció mèdica, per morir tres dies més tard.